# Electrostrymon angerona
Espèce
Electrostrymon angerona est une espèce de lépidoptères (papillons) de la famille des Lycaenidae, originaire des Petites Antilles.

## Morphologie
L'imago d’Electrostrymon angerona est un petit papillon au dessus brun doré. 
Le revers des ailes a un fond beige doré orné d'une ligne de traits postdiscaux blancs bordés intérieurement de brun, avec près de l'angle anal de l'aile postérieure deux taches brun-noir, une plage orange, et deux fines queues dont une longue.

## Distribution
Electrostrymon angerona est originaire des Petites Antilles, où elle est notamment présente à Saint-Barthélemy, à la Guadeloupe, à la Martinique, à Saint-Vincent, aux Grenadines et à la Grenade,.

## Systématique
L'espèce actuellement appelée Electrostrymon angerona a été décrite par les entomologistes britanniques Frederick DuCane Godman et Osbert Salvin en 1896, sous le nom initial de Thecla angerona.
Un synonyme est Thecla burdi Kaye, 1923.

## Noms vernaculaires
Electrostrymon angerona est appelée Angerona Hairstreak en anglais.

## Protection
L'espèce n'a pas de statut de protection particulier en France.